# Rub kratera
Rub ili rub udarnog kratera je dio koji se proteže iznad visine lokalne površine, obično u kružnom ili eliptičnom uzorku. U specifičnijem smislu, rub se može odnositi na kružni ili eliptični rub koji predstavlja najviši vrh ovog uzdignutog dijela. Ako nema uzdignutog dijela, rub se jednostavno odnosi na unutarnji rub krivulje gdje se ravna površina susreće s krivuljom dna kratera.

## Jednostavni krateri
Manji, jednostavni krateri zadržavaju geometriju ruba sličnu karakteristikama mnogih kratera pronađenih na Mjesecu i planetu Merkuru.

## Složeni krateri
Veliki krateri su oni promjera većeg od 2,3 km, a odlikuju se središnjim uzdizanjima unutar udarne zone. Ovi veći (koji se također nazivaju "složeni") krateri mogu formirati rubove visine do nekoliko stotina metara.
Proces koji treba uzeti u obzir pri određivanju točne visine ruba kratera je da je talina možda gurnuta preko vrha početnog ruba od početnog udara, čime se povećava njegova ukupna visina. U kombinaciji s potencijalnim trošenjem zbog atmosferske erozije tijekom vremena, određivanje prosječne visine ruba kratera može biti pomalo teško. Također je primijećeno da padina duž iskopane unutrašnjosti mnogih kratera može olakšati morfologiju ostruga[eng.: spur] i jaruga, uključujući događaje masovnog trošenja do kojih dolazi zbog nestabilnosti padine i obližnje seizmičke aktivnosti.
Složeni rubovi kratera opaženi na Zemlji imaju između 5X – 8X veći omjer visine:promjera u usporedbi s onima opaženim na Mjesecu, što se vjerojatno može pripisati većoj sili gravitacijskog ubrzanja između dva planetarna tijela koja se sudaraju. Osim toga, dubina kratera i volumen taline nastale pri udaru izravno su povezani s gravitacijskim ubrzanjem između dvaju tijela. Predloženo je da je "reversni rasjed i potiskivanje na konačnom rubu kratera [jedan od glavnih čimbenika koji doprinose] formiranju uzdignutog ruba kratera". Kada se udarni krater formira na nagnutoj površini, rub će se formirati u asimetričnom profilu.. Kako se kut mirovanja udarne površine povećava, profil kratera postaje izduženiji.

## Klasifikacija
Klasifikacije tipa ruba su krateri s punim rubom, krateri s izlomljenim rubom i udubljenja.